# Juan Mujica
Juan Mujica, vollständiger Name Juan Martín Mujica Ferreira bzw. auch als Juan Martín Mugica Ferreira geführt, (* 22. Dezember 1943 in Casablanca, Uruguay; † 11. Februar 2016 in Montevideo) war ein uruguayischer Fußballspieler und -trainer.

## Spielerkarriere

### Verein
Der 1,76 Meter große, auf der Position des linken Verteidigers eingesetzte Mujica gehörte von 1961 bis 1966 dem Kader der Rampla Juniors in der Primera División an. Mit den Montevideanern schloss er die Spielzeit 1964 als Vizemeister Uruguays ab. Anschließend wechselte er am 27. Februar 1966 zu Nacional Montevideo und stand dort bis 1972 unter Vertrag. Direkt im ersten Jahr der Vereinszugehörigkeit wurde er uruguayischer Meister. Mit den Bolsos gelangte er im Folgejahr bis in die Endspiele um die Copa Libertadores 1967. Dort wirkte Mujica in allen drei Partien als Teil der Startformation mit, konnte jedoch auch letztlich nicht die Niederlage gegen den argentinischen Gegner Racing Club vermeiden. Es folgten titelreiche Jahre für Mujica. In den Jahren 1969, 1970 und 1971 wurde er jeweils erneut uruguayischer Meister mit seiner Mannschaft. 1969 erreichte man abermals die Finalspiele um die Copa Libertadores. Mujica lief in beiden Begegnungen wiederum von Beginn an auf. Aber auch dieses Mal musste man dem Team von Estudiantes de La Plata den Vortritt auf dem Siegertreppchen lassen. Zwei Jahre später war es dann soweit und die Bolsos revanchierten sich bei der Austragung dieses internationalen Wettbewerbs beim letztgenannten Finalgegner, der auch dieses Mal wieder der finale Kontrahent war. Zum ersten Mal in der Vereinsgeschichte gewann Nacional die Copa. Mujica wirkte jedoch in der entscheidenden Schlussrunde lediglich im zweiten Endspiel als Ersatz für Ildo Maneiro mit. Im anschließend ebenfalls gewonnenen Kampf um den Weltpokal kam Mujica im Rückspiel gegen Panathinaikos Athen als Einwechselspieler für Luis Cubilla zum Zuge.
Sodann führte Mujicas Weg 1972 ins Ausland. Er schloss sich von der Spielzeit 1972/73 bis 1974/75 dem französischen Klub OSC Lille an. Von 1975 bis 1978 wählte er als zweite französische Station den RC Lens. Schließlich kehrte er zurück nach Uruguay, spielte dort 1978 für Liverpool Montevideo und war zuletzt 1979 noch für Defensor aktiv.

### Nationalmannschaft
Mujica war auch Mitglied der A-Nationalmannschaft Uruguays, für die er zwischen dem 18. Mai 1966 und dem 20. Juni 1970 22 Länderspiele absolvierte. Dabei erzielte er zwei Länderspieltore. Bei der Südamerikameisterschaft 1967 gewann er mit der Celeste den Titel. Mujica nahm mit Uruguay auch an der Weltmeisterschaft 1970 teil. Dort absolvierte er insgesamt sechs Spiele, bestritt damit alle Partien der Gruppenphase sowie der Finalrunde und erzielte auf dem Weg zum vierten Platz der Uruguayer in der Turnierwertung einen Treffer im ersten Spiel gegen Israel.

## Trainertätigkeit
Als Trainer Nacionals gewann Mujica 1980 die Copa Libertadores und den Weltpokal und betreute das Team auch bei der Niederlage in den Spielen um die Copa Interamericana 1981. Zu den weiteren Mannschaften, die er im Laufe seiner länger als 20 Jahre andauernden Trainerkarriere betreute, gehörten Deportes Tolima, Millonarios FC und Atlético Nacional in Kolumbien sowie Deportivo Saprissa und Deportiva Alajuelense (1999/2000) in Costa Rica. Nach der letztgenannten Station absolvierte er einen Lehrgang der UEFA in Deutschland. Später war er Vorsitzender der uruguayischen Trainervereinigung. 2004 übernahm er in El Salvador den Verein Alianza.

## Sonstiges
In späteren Jahren geriet Mujica in eine finanzielle Notlage, so dass am 18. Januar 2012 im Parlament eine Gesetzesinitiative für eine Rentenversorgung des ehemaligen Fußballspielers aufgrund seiner sportlichen Verdienste eingebracht wurde.

## Erfolge

### Spieler
- Südamerikameister: 1967
- Weltpokal: 1971
- Copa Libertadores: 1971
- 4 × Uruguayischer Meister: 1966, 1970, 1971

### Trainer
- Weltpokal: 1980
- Copa Libertadores: 1980
- Uruguayischer Meister: 1980